# كابرة
كَابِرَة (الاسم العلمي: Cabera)، جنس حشرات من العث وفصيلة الأرفية.